# Alejandro García Castillo
Alejandro García (Manizales, Colombia, 28 de febrero del 2001) es un futbolista colombiano que juega como centrocampista y que actualmente milita en el Once Caldas de la Categoría Primera A.

## Trayectoria
Lastimosamente, debutó profesionalmente con el "Blanco Blanco" el 15 de marzo del 2017, por Copa Colombia, cuando su equipo recibía a Águilas Doradas, al ingresar al minuto 66' por Mateo Cardona. El partido fue ganado por el "equipo del oriente" 0-1.
Su primer gol como profesional, fue el 27 de marzo del 2021, cuando su equipo ganó 4-2 de local al Boyacá Chicó. El 13 de abril de ese mismo año se registró otra vez con gol, en el empate 1-1 contra Patriotas Boyacá en el estadio La Independencia de Tunja.
El lunes 15 de noviembre, en un partido correspondiente a la fecha 19, marcó el gol que le dio la victoria definitiva de su equipo sobre Independiente Santa Fe, en el Palogrande de Manizales.
En la temporada del 2022, jugó pocos minutos en el primer semestre, ya que tras pocas fechas jugadas cayó en estado de lesión, de la cual se pudo recuperar empezado el segundo semestre. A pesar de esto, se pudo destacar un buen rendimiento del volante manizaleño, que poco a poco volvió a las canchas, pudiendo recuperar el ritmo.
El 11 de septiembre, en la fecha que reunía a Once Caldas y Millonarios, sobresalió ya que marcó un gol al minuto 90, dándole la victoria 2-1 a su equipo sobre los "embajadores", que venían de un gran rendimiento, ya que tenían el invicto de cero derrotas en lo corrido del semestre. 
- Datos: Q110148047